# Eugène de Bricqueville
Eugène de Bricqueville est un organiste, compositeur, chef d'orchestre, musicographe et collectionneur d'instruments de musique français né le 18 mai 1854 à Avignon et mort le 20 mai 1933 à Versailles.

## Biographie
Eugène Henri Joseph de Bricqueville naît le 18 mai 1854 à Avignon, au sein d'une illustre famille normande,,.
Il commence son apprentissage de la musique dans sa ville natale avant de s'installer à Versailles dans les années 1880. À Paris, il étudie l'orgue avec Eugène Gigout,,.
En 1891, il est reçu à l'Académie des sciences morales, des lettres et des arts de Versailles.
À partir de 1897, Eugène de Bricqueville est organiste de la chapelle du château de Versailles, durant une vingtaine d'années,.
Comme musicographe, il est l'auteur de plusieurs études sur des instruments historiques et des collections d'instruments de musique anciens, dont la sienne, conséquente, qu'il décrit dans trois catalogues publiés, le dernier étant le Catalogue sommaire de la collection d'instruments de musique anciens formée par le Comte de Bricqueville (Versailles, 1895), qui répertorie 125 instruments,. Plusieurs instruments de cette collection sont aujourd'hui conservés au Musée de la Musique à Paris,.
Comme critique musical, il défend Wagner et l'opéra français antérieur.
Comme organiste, Eugène de Bricqueville inaugure l'orgue Abbey de l'Exposition universelle de 1900 lors d'une séance présidée par Camille Saint-Saëns le 2 juillet 1900, puis celui de l'église Saint-Denys de la Chapelle le 24 mars 1901 avec Henri Dallier.
Pour l'Exposition universelle de 1900, il est également l'auteur d'un rapport sur les instruments modernes « qui atteste de la profondeur de ses connaissances historiques et de la justesse de ses appréciations », ainsi que le remarque la musicologue Florence Gétreau.
En 1906, Eugène de Bricqueville fonde un ensemble d'instruments anciens à Versailles, « La Couperin », spécialisé dans la musique française du XVIIIe siècle, qu'il dirige jusque dans les années 1920,.
Comme compositeur, il est l'auteur de quelques partitions pour orgue, dont une Étude dédiée à René Vierne et éditée en 1898 chez A. Pérégally et Parvy fils à Paris, un Grand chœur, des pages de musique de scène, notamment L'Empereur d'Arles, drame antique d'Alexis Mouzin en trois actes et un prologue avec chœurs représenté au théâtre antique d'Orange en août 1886, et Le Roman de Lisette, opéra-comique en un acte sur un livret de Paul Manivet.
Eugène de Bricqueville meurt à Versailles le 20 mai 1933,,.

## Écrits
Eugène de Bricqueville est notamment l'auteur de :
- L’Abbé Arnaud et la réforme de l’opéra au XVIIIe siècle (Avignon, 1881) ;
- Deux Abbés d’opéra au siècle dernier: J. Pellegrin, F. Arnaud (Avignon, 1889) ;
- Le Piano de Mme du Barry et le clavecin de la reine Marie-Antoinette (Versailles, 1892) ;
- Le Songe d’un collectionneur (Versailles, 1894) ;
- Les Musettes (Paris, 1894) ;
- Les Pochettes de maîtres de danse (Versailles, 1894) ;
- Un Coin de la curiosité: Les anciens instruments de musique (Paris, 1894) ;
- Notes historiques et critiques sur l’orgue (Paris, 1899) ;
- avec Albert Jacquot, Musée rétrospectif de la classe 17. Instruments de musique; matériel, procédés et produits … Rapport du comité d’installation (Paris, 1900), à l'occasion de l'Exposition universelle de 1900 ;
- La Viole d’amour (Paris, 1908) ;
- Les ventes d’instruments de musique au XVIIIe siècle (Paris, 1908) ;
- Notice historique sur la vielle (Paris, 1909, 2/1911, réimpr. 1980) ;
- « La Facture instrumentale », in Rapport sur la musique française contemporaine, sous la dir. de Paul-Marie Masson (Rome, 1913).